# Freedomland
Freedomland är en amerikansk långfilm från 2006 i regi av Joe Roth, med Samuel L. Jackson, Julianne Moore, Edie Falco och Ron Eldard i rollerna.

## Rollista
| Samuel L. Jackson  | – Lorenzo Council  |
| Julianne Moore     | – Brenda Martin    |
| Edie Falco         | – Karen Collucci   |
| Ron Eldard         | – Danny Martin     |
| William Forsythe   | – Boyle            |
| Aunjanue Ellis     | – Felicia          |
| Anthony Mackie     | – Billy Williams   |
| LaTanya Richardson | – Marie            |
| Clarke Peters      | – Reverend Longway |